# (15896) Birkhoff
(15896) Birkhoff est un astéroïde de la ceinture principale.

## Description
(15896) Birkhoff est un astéroïde de la ceinture principale. Il fut découvert le 13 juin 1997 à Prescott (Arizona) par Paul G. Comba. Il présente une orbite caractérisée par un demi-grand axe de 2,42 UA, une excentricité de 0,15 et une inclinaison de 2,0° par rapport à l'écliptique.

## Compléments